# 国際宇宙航行アカデミー
国際宇宙航行アカデミー（こくさいうちゅうこうこうアカデミー、英: International Academy of Astronautics、IAA）は、宇宙関連の学者から構成される国際アカデミーである。

## 概要
スウェーデンのストックホルムで開かれた第11回国際宇宙航行会議において、1960年8月16日セオドア・フォン・カルマンにより創立された。1996年に国際連合によって非政府組織として承認されている。
基礎科学、工学、生命科学、および社会科学という4つの部門（trustees section)に世界72カ国から正会員・準会員が1195名（アクティブ）、名誉会員が5名所属している。
公式サイトには以下の4つの目的が掲げられている。
- 平和目的の宇宙航行活動の発展を図る
- 宇宙航行に関わる科学および技術の諸分野において顕著な貢献をした個人を顕彰する
- 会員が貢献できる国際共同プログラムを提供する
- 航空宇宙科学の進展に於いて協力する

2年に1度の総会、1年に2度の理事会を開く。月に1度"Acta Astronautica"というジャーナルを刊行している。